# The Horizon Has Been Defeated
Singles de Jack Johnson
Flake
(2002) Taylor
(2004)
The Horizon Has Been Defeated est une chanson du chanteur américain Jack Johnson, sorti en single et sur l’album On and On en 2003. Il s'agit d'une reprise de la chanson Badfish du groupe Sublime.